# ピーター・フォースバーグ
ピーター・フォースバーグ（Peter Forsberg、1973年7月20日 - ）は、スウェーデンのエルンシェルツビク出身の元アイスホッケー選手。ポジションはセンター。
スタンレーカップで2度優勝、スウェーデン代表として世界選手権で2度優勝、オリンピックで2度金メダルを獲得しておりスウェーデン選手としてトリプル・ゴールド・クラブのメンバーとなっている。2007/08シーズン終了時点でスウェーデン選手としてはNHL史上3位の得点をあげている。尚、「フォースバーグ」は英語読みで、スウェーデン語では「ペーテル・フォシュベリ」。
金メダルを獲得したリレハンメルオリンピックでの彼のゴールシーンは切手となっている。